# The Fool (chanson)
Pour les articles homonymes, voir The Fool.
Singles de Gilbert Montagné
The Morning Comes
(1971) Baby I Feel So Fine
(1971)
The Fool est une chanson du chanteur français Gilbert Montagné, parue sur son premier album studio Gilbert Montagné. Elle est sortie en single en juin 1971 chez CBS Records.
C'est le premier et l'un des plus grands succès du chanteur, le single a notamment été numéro un des classements en Argentine, en Belgique et en France. Il s'est écoulé à plus de 700 000 exemplaires en France.

## Contexte et sortie
En 1968, alors qu'il a 16 ans, Gilbert Montagné entend un chant d'oiseau qui sera l'inspiration pour la chanson The Fool à Saint-Léon, dans l'Allier, alors qu'il rend visite à sa grand-mère. Après s'être souvenu de la mélodie pendant plusieurs semaines sans pouvoir l'enregistrer sur une cassette, il l'enregistre à sa rentrée à Paris,. Après un premier disque sorti en 1969 sans succès sous le pseudonyme Lor Thomas, Quand on ferme les yeux, il part pour les États-Unis pour poursuivre ses études musicales classiques. 
Il retourne en France au printemps 1971 pour rendre visite à sa famille. Il rencontre Nicole Damy, éditrice musicale, qui lui demande de jouer quelques chansons qu'il a composées. Il joue alors The Fool au piano et Nicole Damy l'enregistre sur un magnétophone. Plusieurs directeurs artistiques remarquent le talent du chanteur après avoir écoutés la chanson. Alors que Claude François laisse passer la chanson, Salvatore Adamo s'intéresse à la chanson, veut la réaliser et demande à Gilbert Montagné de l'enregistrer. En mai 1971, Gilbert Montagne enregistre la chanson aux studios Trident de Londres, en Angleterre, sur des paroles en anglais de Patrick Kent, avec les choristes de Joe Cocker et d'Elvis Presley, ainsi que les cordes et techniciens d'Elton John et la sort en 45 tours le mois suivant,,. The Fool devient ensuite son premier grand succès, se classant numéro un dans plusieurs pays,,.
Pour les cinquante ans de la chanson, The Fool et l'album Gilbert Montagné, sur lequel figure la chanson, sont réédités en 2021. Une version différente et plus rythmée de la chanson, intitulée The Fool in Love est enregistrée pour la réédition,.

## Accueil commercial
The Fool atteint la première place des ventes en Argentine, en Belgique et en France, et s'est écoulé à plus de 700 000 exemplaires. Le titre connaît également le succès ailleurs, notamment au Brésil, en Italie et en Turquie. Selon plusieurs sources et Gilbert Montagné lui-même, le titre se serait classé numéro un dans 12 pays,,,.

## Liste des titres
| A. | The Fool  | 3:27 |
| B. | Hide Away | 4:02 |

## Crédits
Musiciens
- Gilbert Montagné – chant, piano
- Alain Berceville – guitare
- Claude Engel, Caleb Quaye – guitare
- Alain Griffard, Barry Morgan – batterie, percussions
- Herbie Flowers, Joël Dugrenot – basse
- Lesley Duncan, Liza Strike, Medeline Bell – chœurs

Production
- Dominique Blanc-Francard – ingénieur du son
- Nick Harrison – arrangements
- Bernard Saint-Paul – réalisateur
- Henri Noblecourt – photographie

## Classements
| Classement (1971–72)                    | Meilleure position |
| --------------------------------------- | ------------------ |
| Argentine (Escalera a la fama)          | 1                  |
| Belgique (Flandre Ultratop 50 Singles)  | 3                  |
| Belgique (Wallonie Ultratop 50 Singles) | 1                  |
| Brésil (IBOPE)                          | 4                  |
| Espagne (El Musical)                    | 22                 |
| France (CIDD),                          | 1                  |
| Italie (Musica e dischi)                | 13                 |
| Pays-Bas (Nationale Top 30)             | 35                 |
| Turquie (TRT)                           | 11                 |

| Classement (1971)           | Position |
| --------------------------- | -------- |
| Belgique (Flandre Ultratop) | 26       |
| France (SNEP)               | 2        |
| Italie (Musica e dischi)    | 67       |